# Rio Ruzizi
Hipopótamos no rio Ruzizi no Burundi
O Ruzizi é um rio da África Central que flui desde o lago Quivu até o lago Tanganica, descendo rapidamente de aproximadamente 1.500 msnm, até aproximadamente 770 msnm. Tem um comprimento de 117 km, e um débito médio de 100 m3/s.
O Ruzizi forma a fronteira sul entre Ruanda e a República Democrática do Congo, e, junto com o Lago Tanganica, forma a fronteira entre a República Democrática do Congo e o Burundi.